# 电通影片公司
电通影片公司（英語：Diantong Film Company）是20世纪30年代在中国上海的一个电影制片厂和制片公司。公司存在于1934－1935年，虽然期间只制作了四部电影，但这四部电影都成为了中国左翼电影的代表。在这一时期的所有电影制片厂中，电通与中国共产党的联系最为密切。

## 作品
| 年份 | 片名     | 导演     | 演员                               |
| ---- | -------- | -------- | ---------------------------------- |
| 1934 | 桃李劫   | 应云卫   | 袁牧之、陈波儿                     |
| 1935 | 风云儿女 | 许幸之   | 袁牧之、王人美                     |
| 1935 | 自由神   | 司徒慧敏 | 王莹、施超、周伯勋、藍蘋（即江青） |
| 1935 | 都市风光 | 袁牧之   | 唐納、藍蘋                         |